# الطريق الوطني رقم 10 (الجزائر)
الطريق الوطني 10 (RN10)، طريق وطني جزائري، يربط الطريق الوطني رقم 3 جنوب الخروب (ولاية قسنطينة) بالحدود الجزائرية التونسية على مستوى معبر بوشبكة. بطول حوالي 427 كم. يكنى بطريق النمامشة.

## تاريخ
تم تشييده عام 1879.

## المسار
مسار الطريق يمر بعدة مدن أهمها: الطريق الوطني رقم 3 شمال أولاد رحمون  - سيقوس - عين فكرون - أم البواقي - عين البيضاء (ولاية أم البواقي) - مسكيانة - الحمامات - تبسة - الحدود الجزائرية التونسية
يمر بالولايات التالية:
- ولاية قسنطينة
- ولاية أم البواقي
- ولاية تبسة

## منشآت فنية

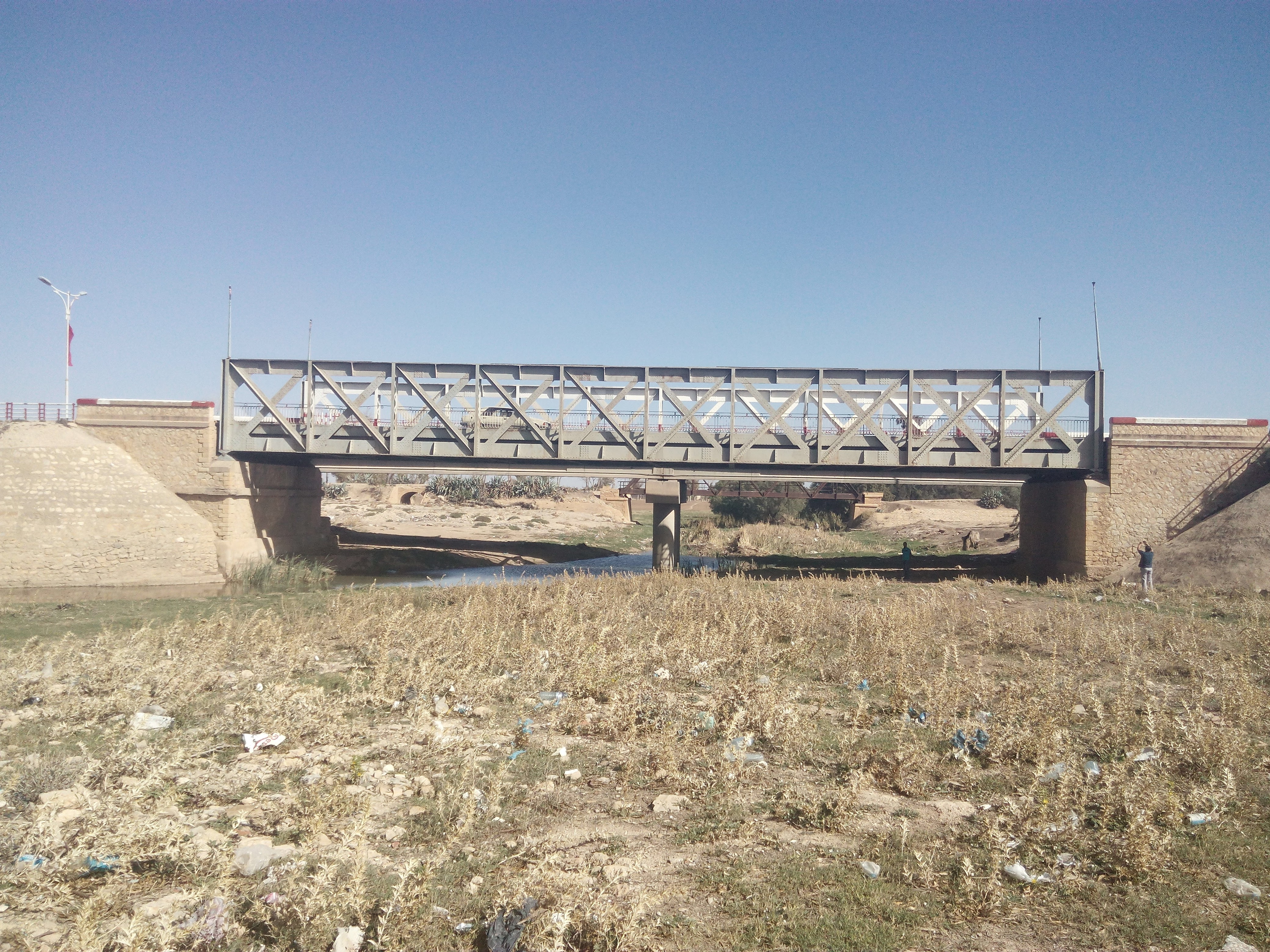
جسر على الطريق الوطني 10 مسكيانة

- جسر في مدخل مدينة مسكيانة.

## معرض صور

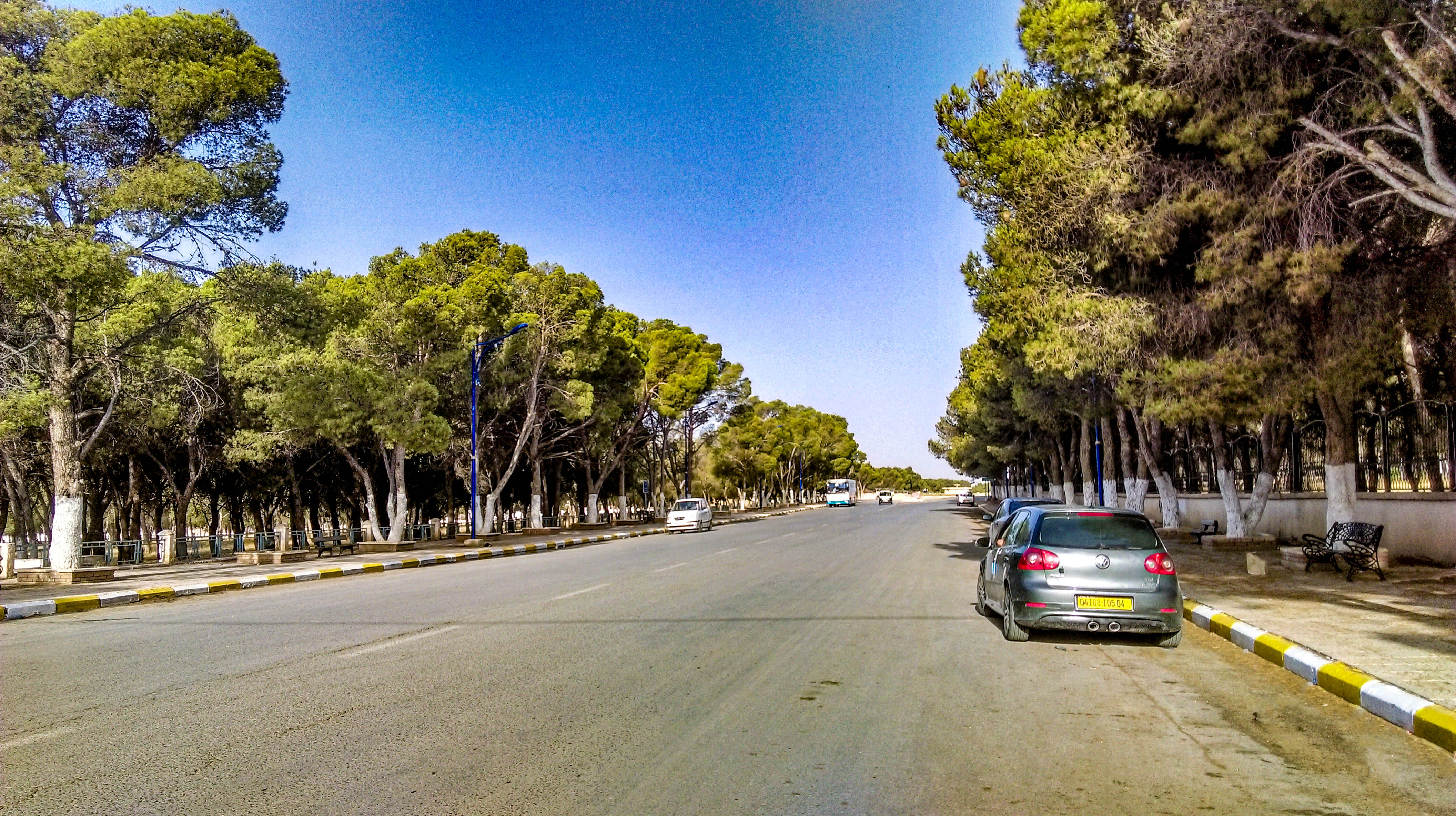
على مستوى مدينة أم البواقي
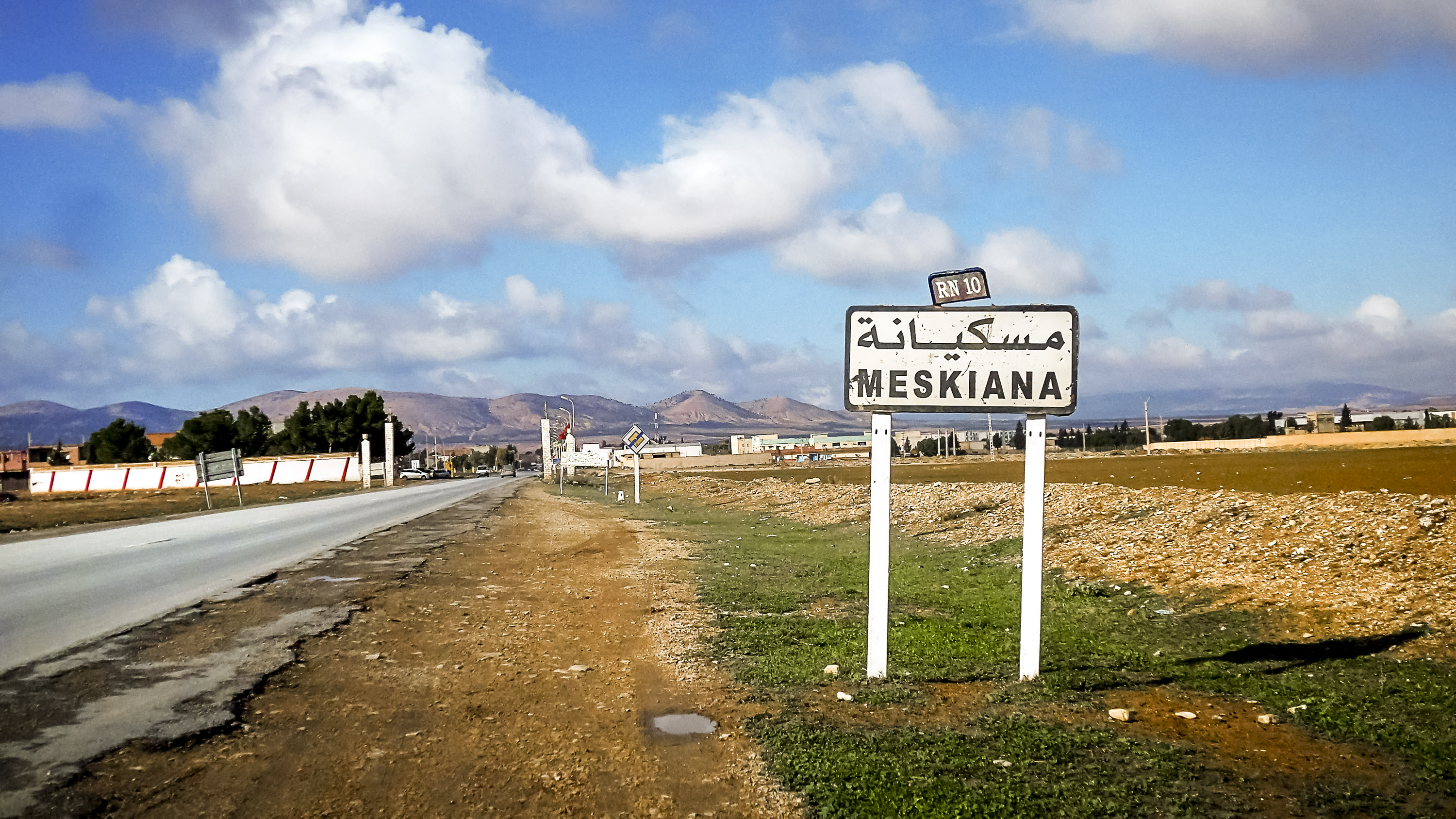
مدخل مدينة مسكيانة
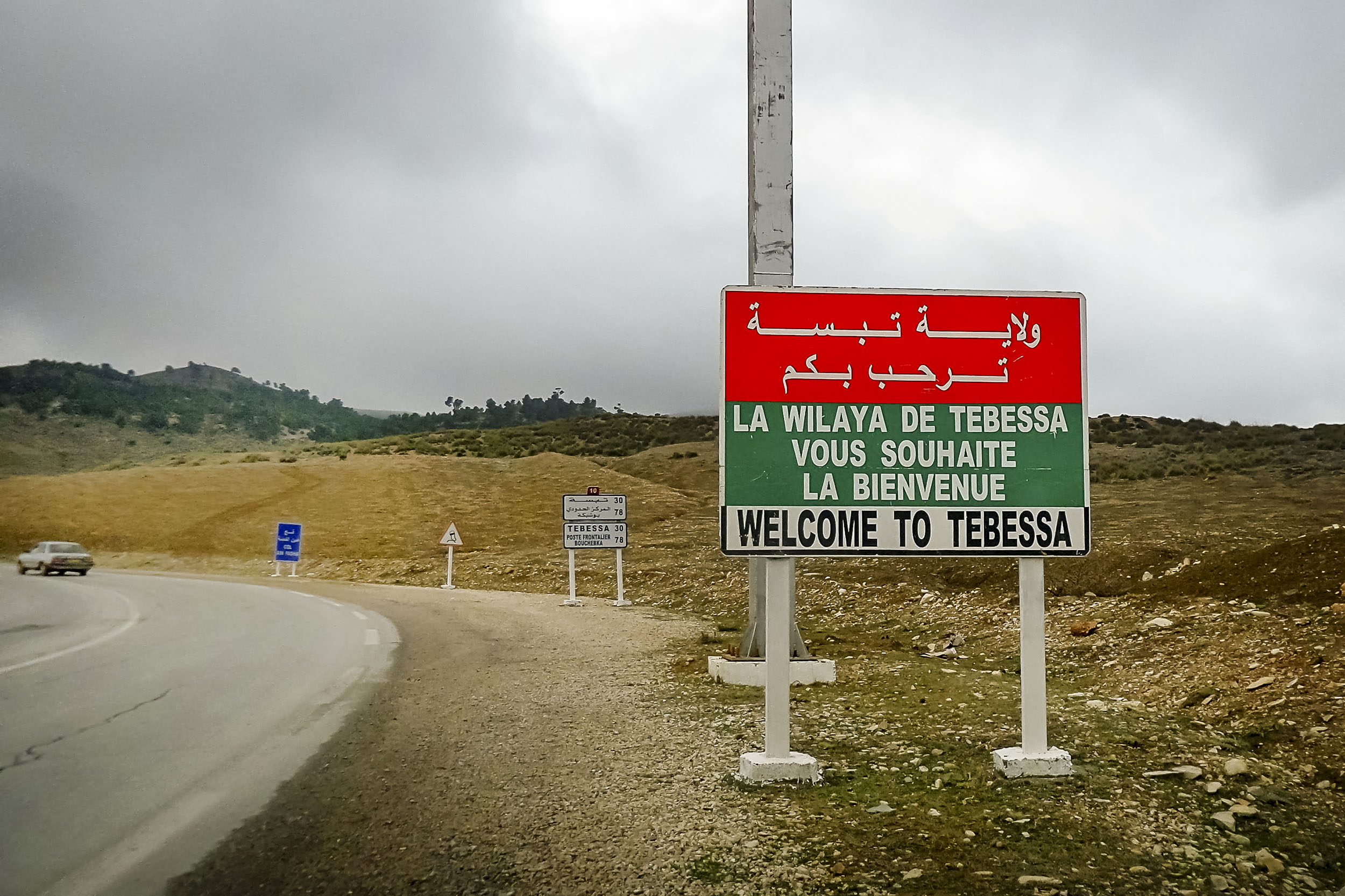
ولاية تبسة ترحب بكم